# Góra Czarownic (film 2009)
Góra Czarownic (oryg. Race to Witch Mountain), film przygodowy, najnowsza ekranizacja powieści Alexandra Keya w reżyserii Andy’ego Fickmana.
W weekend otwierający emisję w Stanach Zjednoczonych wpływy ze sprzedaży biletów wyniosły 24 402 214 dolarów amerykańskich.

## Fabuła
Dwójka nastoletnich kosmitów przylatuje na Ziemię w celu pobrania pozostawionych na niej próbek roślinności mogących uratować ich ginącą planetę. Niestety statek kosmiczny, którym przylecieli, zostaje przejęty i przewieziony do tajnego instytutu rządowego mieszczącego się na pustyni na Górze Czarownic w stanie Nevada. Pomocy dzieciom postanawia udzielić taksówkarz z Las Vegas – Jack Bruno (Dwayne Johnson). Wraz ze specjalistką od UFO, doktor Alex Friedman (Carla Gugino) muszą bezzwłocznie udać się na Górę Czarownic i odbić statek. W czasie wyprawy okazuje się, że dzieci dysponują nadludzkimi zdolnościami. Sara (AnnaSophia Robb) posługuje się telekinezą i czyta w myślach, a jej brat Seth (Alexander Ludwig) umie manipulować spójnością cząsteczek materii. Zadanie komplikują rządowi agenci, chcący wykorzystać dzieci do własnych celów, a także bezwzględny kosmiczny zabójca Syphon, który planuje ich zgładzić. Jeśli dzieci nie dotrą do statku na czas, ich planeta nie będzie miała szans na przetrwanie, a jej ludność rozpocznie inwazję na Ziemię.

## Obsada
- Dwayne Johnson – Jack Bruno
- AnnaSophia Robb – Sara
- Alexander Ludwig – Seth
- Carla Gugino – Alex Friedman
- Ciarán Hinds – Henry Burke

## Wersja polska
Opracowanie wersji polskiej: Sun Studio A/S Oddział w Polsce

Reżyseria: Waldemar Modestowicz

Dialogi polskie: Tomasz Robaczewski

Dźwięk i montaż: Filip Krzemień

Kierownictwo produkcji: Beata Jankowska, Marcin Kopiec

Zgranie wersji polskiej: Shepperton International

Opieka artystyczna: Mariusz Arno Jaworowski

W wersji polskiej udział wzięli:
- Robert Więckiewicz – Jack Bruno
- Danuta Stenka – Dr Alex Friedman
- Zofia Jaworowska – Sara
- Mateusz Narloch – Seth
- Andrzej Grabowski – Burke
- Mirosław Zbrojewicz – Carson
- Ignacy Gogolewski – Harlan
- Waldemar Barwiński – Matheson
- Marcin Hycnar – Matheson
- Sławomir Pacek – Dominick
- Zbigniew Suszyński – Matt
- Marcin Troński – Frank
- Andrzej Blumenfeld – Marty
- Karol Wróblewski – Stormtrooper Ciardi
- Izabella Bukowska-Chądzyńska – Tina
- Damian Damięcki – Eddie
- Grzegorz Wons – Lloyd
- Aleksander Mikołajczak – Sheriff Antony

W pozostałych rolach:
- Joanna Borer-Dzięgiel
- Izabela Dąbrowska
- Agnieszka Judycka
- Monika Pikuła
- Milena Suszyńska
- Brygida Turowska-Szymczak
- Magdalena Warzecha
- Wojciech Chorąży
- Andrzej Chudy
- Grzegorz Drojewski
- Jacek Jarzyna
- Klaudiusz Kaufmann
- Cezary Kwieciński
- Wojciech Machnicki
- Mieczysław Morański
- Cezary Nowak
- Paweł Szczesny
- Jakub Szydłowski
- Krzysztof Zakrzewski